# Hysteropterum chlorizans
Hysteropterum chlorizans är en insektsart som beskrevs av Claudius Rey 1891. Hysteropterum chlorizans ingår i släktet Hysteropterum och familjen sköldstritar. Inga underarter finns listade i Catalogue of Life.